# Desipramina

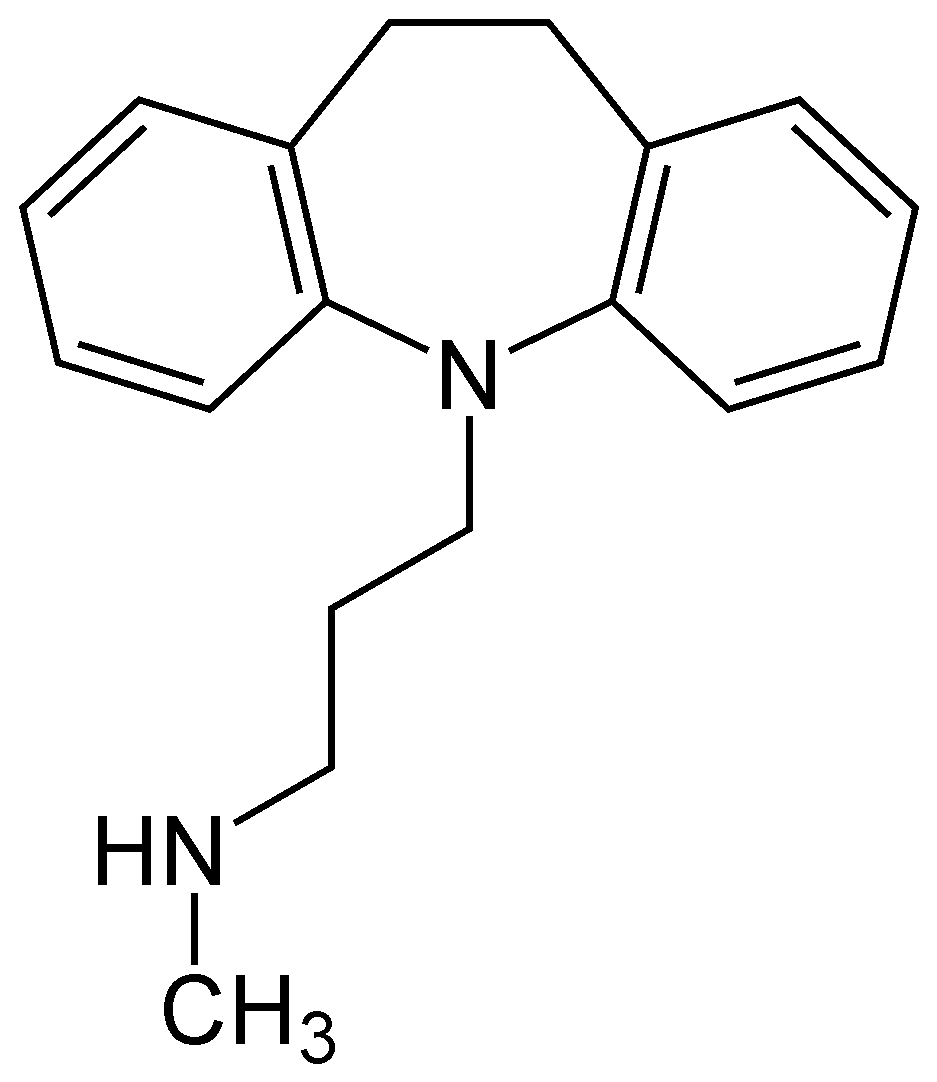
Desipramina

Desipramina é um Antidepressivo tricíclico. Desipramina é o principal  Metabólito da Imipramina. Inibe a Recaptação de Noradrenalina seletivamente em dose baixa. Parece ser encontrada somente em Farmácias de Manipulação. Desipramina é um dos antidepressivos tricíclico mais cardiotóxico que existe, por isso caiu em desuso. O seu uso é mais praticado como Analgésico, Adjuvante para Dor Crônica ou Neuropatia Periférica. Muitas vezes serve também para tratar alguns casos de TDAH (Transtorno do Déficit de Atenção com Hiperatividade), apenas como última opção, quando o paciente não puder usar estimulantes - por alguma razão específica.

## Mecanismo de ação
Desipramina é um Antidepressivo tricíclico da classe das Dibenzazepinas que potencializa a neurotransmissão. A desipramina bloqueia seletivamente a recaptação da noradrenalina nas sinapses neurais, e também inibi, fracamente, o transporte da Serotonina. Este composto também possui atividade Anticolinérgico de menor importância, apesar da sua afinidade por receptores muscarínicos.

## Eficácia
Em um estudo, randomizado, de 6 semanas, controlado com Placebo, a desipramina na dose alvo diária de 200 mg em 41 pacientes adultos com TDAH, de acordo com o DSM3. Eles usaram instrumentos padronizados estruturados psiquiátricos para o diagnóstico e, com variáveis dependentes (resultado), usando avaliações distintas de TDAH, depressão e sintomas de ansiedade no início e em cada visita quinzenal.
Resultado: Houve diferenças altamente significativas na redução dos sintomas de TDAH entre adultos que receberam Placebo e desipramina. Dentro do grupo tratado com desipramina, houve diferenças clinicamente e estatisticamente significativa entre a base e o ponto final na semana 6, para 1) redução de 12 dos 14 sintomas de TDAH e 2) diminui nas grandes categorias de Hiperatividade, impulsividade e desatenção. Em contraste, pacientes tratados com placebo não mostraram diferenças entre o ponto inicial e final para qualquer um dos sintomas de TDAH avaliadas. De acordo com rigorosos critérios pré-definidos para a resposta, 68% dos indivíduos tratados com desipramina e 0% dos indivíduos do grupo placebo foram considerados respondedores positivos. Resposta da desipramina foi independente da dose, o nível de deficiência, Gênero ou Comorbidade psiquiátrica com transtornos de ansiedade ou depressivos. Conclusão, de acordo com este estudo e outros estudos, Desipramina é um tratamento eficaz para o TDAH em adultos e crianças.

## Efeitos colaterais
- Cardiovascular: diminui a pressão arterial ao subir de uma posição sentada ou deitada, o que pode causar tonturas ou desmaios;  Aumentos da pressão sanguínea, freqüência cardíaca rápida, Taquicardia, ritmo cardíaco alterado.
- Sistema nervoso: sedação, confusão, nervosismo, agitação, dificuldade de sono, dormência, sensação de formigamento, tremores, aumento da tendência de Convulsão.
- Sistema nervoso autônomo: visão turva, boca seca, Transpiração diminuída, dificuldade em urinar, constipação.
- Pele: erupções cutâneas, sensibilidade à luz solar.
- Corpo como um todo: ganho de peso.
- Menos comumente, os medicamentos tricíclicos podem causar efeitos adversos em quase todos os órgãos ou sistemas do corpo, particularmente no sangue, Hormônios, rins e fígado.  Os doentes devem consultar os seus médicos se os sintomas se desenvolvem ou mudanças corporais ocorrem.[4]